# 吉川文夫
吉川 文夫（よしかわ ふみお、1932年12月18日 - 2007年8月11日）は、日本の鉄道研究家。

## 生い立ち
東京本郷の尚工舎（現・シチズン時計）の工場を運営する家に生まれる。祖父は元工場長の吉川政吉、父は元NHK芸能局長の吉川義雄。
幼少時東京都世田谷区に住み、近所の井の頭線、小田急線、東急線などを見て育ち、東急は小学校の通学にも使った（都市名・社名・路線名は現在のもので表現）。1955年（昭和30年）3月日本大学第二工学部電気工学科卒業。
のちに神奈川県鎌倉市に家を構え、本業は池貝鉄工勤務、累進して溝の口工場長を最後に退職。その後、大和電業に勤務し、関東学院大学、神奈川大学（いずれも工学部）で非常勤講師も務めた。1997年（平成9年）、65歳で大和電業を退職した。
晩年の数年間は入退院を繰り返し、原稿依頼も書籍など大型なものから、エッセイ等短いものへの限定を余儀なくされていった。
最後の数か月は寝たきりとなり、地元の車両・江ノ島電鉄新500形にもなかなか乗れないことを残念がっていたと言う。

## 鉄道関係の功績
専門は私鉄、特に車両史であり、自らローカル私鉄に出かけて膨大な写真や資料を採取。私鉄や私鉄電車に関する情報量では日本一とも言われた。国鉄・JRは専門外だが「買収国電」「私鉄の103系」といった、国鉄と私鉄が絡む記事には高い頻度で登場している。
吉川の文章は単なる情報の羅列や見聞録だけでなく、吉村光夫や野村董同様、ウィットとユーモアにちなむ文才で知られていた。その吉村とは生前、同じ神奈川地区在住で私鉄ファンと言うこともあり、最も親交の深い一人であった。またヤマケイ私鉄ハンドブック「京浜急行」では吉川と吉村が1枚の写真内に映っているものが掲載されている。
曽根悟の様な公共交通政策、および種村直樹の様な汽車旅にも造詣が深い記述を時折見せたが、この二分野については専門の記事を残したことはない。
鉄道友の会には創立時から関わり、副会長、理事、東京支部長、私鉄部会長などを歴任。他に京急電車ファンクラブ、トラストトレイン、産業考古学会などにも名を連ねていた。

## 主な著作

### 雑誌原稿
『鉄道ファン』
- 電車をたずねて（連載。前半は私鉄倶楽部、後半は吉川が担当）
- 鉄道ファン入門（連載）
- 電車に化けた気動車のはなし その1 - 3 2000年4月号 No.468 pp.84 - 91、2000年6月号 No.470 pp.72 - 79、2000年7月号 No.471 pp.120 - 125

その他
- 『鉄道ピクトリアル』私鉄特集
- 『レイルマガジン』一枚のキップから（連載）

### 書籍
山と溪谷社
鉄道写真家・廣田尚敬との共同作が非常に多い。
- ヤマケイ私鉄ハンドブック
- ヤマケイのレイルシリーズ
- 日本の私鉄（全2巻）
  - カラー 日本の私鉄 1 ローカル編（文：吉川文夫、写真：廣田尚敬、1976年）

交友社
- 私鉄電車のアルバム（執筆協力者の一人）
- 写真で見る戦後30年の鉄道車両（編者、1976年）

ネコ・パブリッシング
- 総天然色のタイムマシーン（諸河久との共著）

大正出版
- 江ノ電讃歌（編著、1985年）

保育社
- カラーブックス 778) 日本電車発達史、ISBN 9784586507788 C0165、1989年5月31日
- カラーブックス 803) 新交通システム、ISBN 4-586-50803-5 1990年11月20日